# Fianchetto
|       |       |       |       |       |       |       |       |       |  |
|       | a8 rd | b8    | c8 bd | d8 qd | e8 kd | f8    | g8 nd | h8 rd |  |
| a7 pd | b7 pd | c7 pd | d7 pd | e7 pd | f7 pd | g7 bd | h7 pd |       |  |
| a6    | b6    | c6 nd | d6    | e6    | f6    | g6 pd | h6    |       |  |
| a5    | b5    | c5    | d5    | e5    | f5    | g5    | h5    |       |  |
| a4    | b4    | c4    | d4 pl | e4 pl | f4    | g4    | h4    |       |  |
| a3    | b3 pl | c3    | d3    | e3    | f3    | g3    | h3    |       |  |
| a2 pl | b2    | c2 pl | d2    | e2    | f2 pl | g2 pl | h2 pl |       |  |
| a1 rl | b1 nl | c1 bl | d1 ql | e1 kl | f1 bl | g1 nl | h1 rl |       |  |
|       |       |       |       |       |       |       |       |       |  |

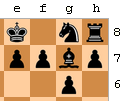
Fianchetto de las piezas negras en g7.

Fianchetto es una palabra de origen italiano que literalmente quiere decir "pequeño flanco". La pronunciación italiana es fianquetto, pero en español se suele pronunciar tal como está escrito. Existe la variante fiancheto.

En el ajedrez, es un término que indica una forma especial de desarrollar el alfil. En la imagen, el negro tiene su alfil de casillas negras en fianchetto. Esto es: ha movido el peón de la columna de caballo y el alfil se ha colocado en ese hueco. Las posibles casillas donde se puede realizar esta jugada son b2, g2, b7 o g7, ejerciendo así el alfil su acción a lo largo de las dos diagonales mayores. Si se produce el enroque en el flanco donde se encuentra el alfil en fianchetto se complementan ambas posiciones, dando lugar a una estructura en la que el alfil y el rey se defienden entre sí. Otra posición relacionada es el fianchetto exagerado, en donde una vez adelantado el peón de caballo para realizar el fianchetto se ubica el alfil en la columna de torre correspondiente.
El fianchetto es típico de múltiples aperturas, como la India de rey, la India de dama, la Catalana, la variante Dragón de la Siciliana, la variante Leningrado de la Neerlandesa, etc.
- Datos: Q507795